# مقهى المعرفة

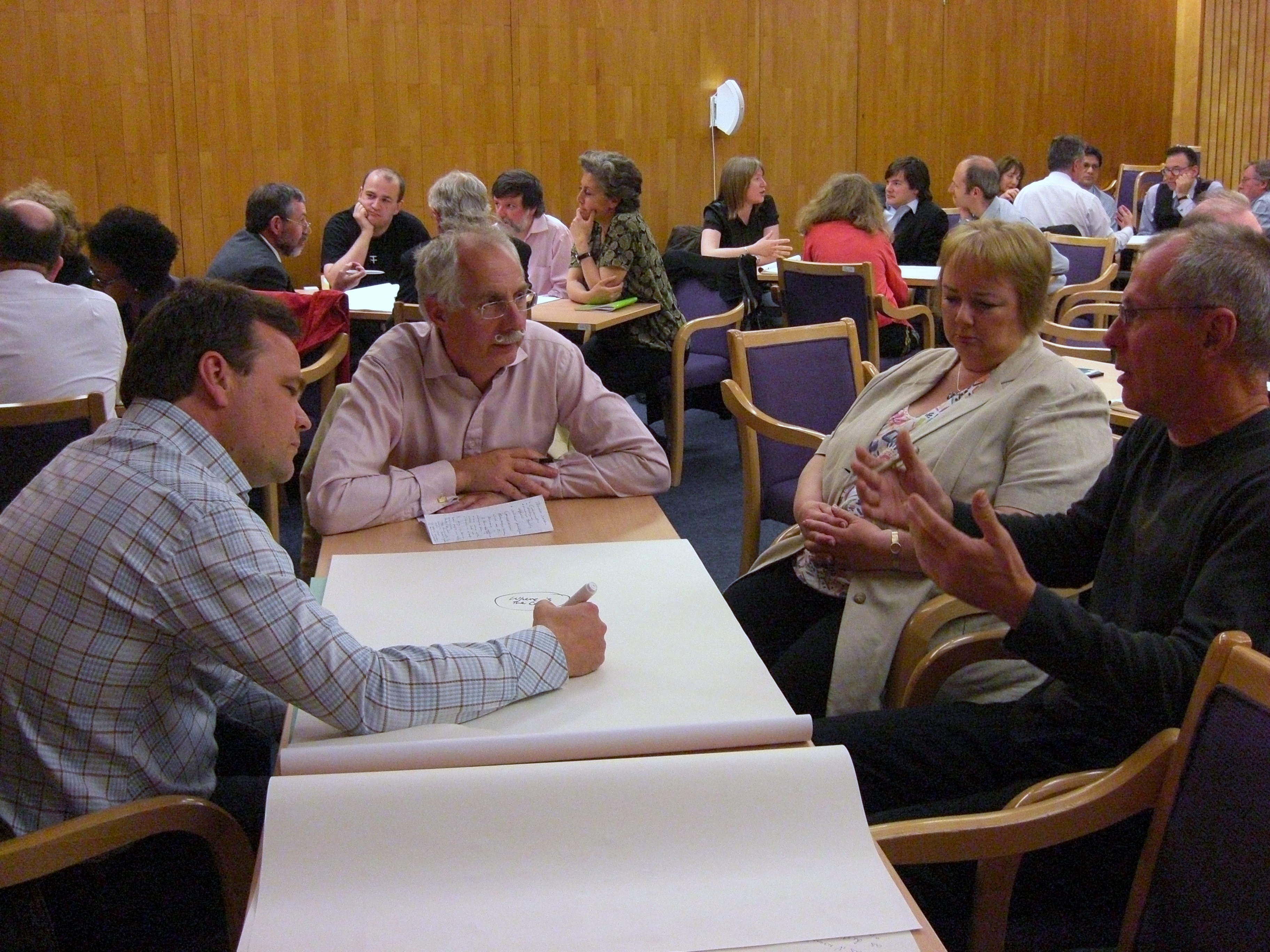

مقهى المعرفة (بالإنجليزية: Knowledge Café)‏، أو مقهى العالم، هو نوع من الاجتماعات أو الورش تنظمها الشركات أو المنظمات بحيث يقوم جميع موظفيها بمناقشة وطرح أفكار بشكل مفتوح حول موضوع يهم المنظمة أو مستقبلها دون التقيد بأي برتوكولات محددة.

## تاريخ
كانت إليزابيث لانغ أول من وضع أسس مقهى المعرفة ونظمت فعالياته في تسعينيات القرن العشرين. ولكن شارلز سافاش هو المسؤؤول عن شيوع المصطلح والأسلوب بكتاباته. ومؤخرا، استعملها دايفيد غورتن بنجاح في مجال إدارة المعرفة.

## الأسلوب
يتم عقد لقاءات مقهى المعرفة خارج ساعات العمل في الفترة المسائية داخل مقر المنظمة ويتم تحديد قاعة مناسبة لذلك يوزع الحضور على شكل مجموعات في طاولات مستديرة تتسع لخمسة أشخاص وأن يكون عددالحضور داخل المقهى في حدود أربعين شخص.
ويتولى منظم اللقاء بإدارة الحوار بين الحضور ويقدم عرض عن فكرة مقهى المعرفة وخلال جلسة الحوار. يمكن للحضور تناول القهوة والشاي وتبادل الأماكن بعد مرور فترة من الزمن لمزيد من التعارف وتبادل المعرفة بين الحضور.
يتميز الحوار داخل مقهى المعرفة بأن المحادثة تكون مفتوحة وغير مقيدة بجدول أعمال أو موضوعات، ويشارك كافة أفراد المنظمة بحيث يكونوا على قدم المساواة مما يساعد على الارتياح عند النقاش، كماأنه لا يوجد ما يمنع الخروج عن موضوع النقاش. فتتكون علاقات بين الموظفين داخل المنظمة تعود بالنفع في تبادل المعرفة بين افرادها.